# Slither.io
『Slither.io』（スリザリオ）は、2016年にSteve Howseによって制作された、ウェブブラウザ、iOS、およびAndroid対応の多人数参加型オンラインゲーム。

## ルール
プレイヤーは円形のマップの中で蛇の形をしたアバターを操作し、マップ上に出現するビーズ状の光る餌を食べることで自身のサイズを大きくすることができ、そのサイズ即ちスコアの大きさを競うことにこのゲームの主な趣旨を置く。プレイ開始と同時にマップ上のランダムな位置に現れる蛇は常に前進しており、蛇の頭が別の蛇の体に衝突した蛇の体はビーズ状の光る餌の集まりと化してゲームオーバーとなる。またマップの外周に衝突した場合もゲームオーバーとなるが、この場合は光る餌は出現しない。

## 操作と作戦
スペースバーまたは右/左クリック（モバイル版ではダブルタップ）等を押している間はプレーヤーはブーストを使用することができ、アバターのスピードアップが可能になる。これを利用して他のプレーヤーを倒すことも可能であり、相手が自身の操作するアバターに衝突するまで、相手アバターを取り囲み周回するといった作戦もしばしば用いられる。

## スキン
アバターには50のデフォルトスキンがあり、それぞれ異なる配色と複数の繰り返しパターンが存在する。スキンは開始時にランダムに選択されるが、プレイヤーはカスタマイズ機能を利用することで、好きな配色のアバターを作成し使用することもできる。

## モバイル版
Slither.ioはモバイル版もリリースされており、iOSとAndroidでもプレイすることが可能である。モバイル版はオプションで3つの操作方式を好みで使い分けることができる。また、AIを利用した人工知能モードも搭載されており、オフラインでのプレイもできるようになっている。

## 開発
開発者のSteven Howseによれば、当時財政難に悩まされていた彼はミネアポリスからミシガンへと移らなければならなかった。彼はかねてよりオンラインのマルチプレイヤーゲームを作りたいと願っていたが、当時の開発の唯一の選択肢はAdobe Flashであり、Howseはこの方法を使いたくなかったためしばらくアイデアを封印していた。しかし後に彼は、ほとんどの主要なブラウザでサポートされている待ち時間の短いプロトコルであるWebSocketが、Agar.ioなどの他のゲームに似たHTMLゲームを実行するのに十分で安定していることに気付いた。それをきっかけにしてHowseはゲームの制作に取り掛かったが、開発の最大の難関は、一度に600人ものプレーヤーを処理するのに十分なほど安定したサーバーを作ることだった。Howseはより多くの需要がある地域で十分なスペースを持つサーバ上のスペースを見つけることに苦労し、使用帯域の幅の大きさに基づくコストの増大を避けるために、Amazon Web Services等のクラウドサービスを使用することは避けていた。
6ヶ月後の2016年3月25日、正式にブラウザとiOS向けにSlither.ioがリリースされ、サーバーは最大500人のプレイヤーをサポートしていた。ブラウザ版とiOS版のリリースの2日後には、Lowtech Studiosによって同ゲームのAndroid版が公開された。Howseは課金システムを導入することを選ばなかったので、プレーヤーのアバターが死んだ後にアプリで表示される広告のみでしか彼が収益を上げる手段はなかった。また広告を行うための費用も無かったため、唯一の宣伝手段はYouTubeにおける実況プレイだけだった。
リリース後の数週間で、Howseはゲームを安定させ、プレイヤーにとってより良い経験を提供するためのアップデートに取り組んだ。さらに彼は人々がチームを立ち上げることを可能にする「フレンドモード」や、プレイするサーバーを選ぶ方法など、新しい機能を追加することなども予定している。またHowseは、Slither.ioを買収するために2つの大手ゲーム会社からコンタクトがあったことを話しており、彼はゲームを維持するのがストレスであると感じていることから提案の受諾も検討していると語った。

## 影響
Slither.ioは配信の直後に、アメリカやイギリスを含むいくつかの地域において、App Store販売チャートのフリーソフトウェア部門の1位を獲得した 。またSlither.ioは2016年末までに、アメリカでGoogleの同年のビデオゲームの中で最も検索された単語となった。

## 世界記録
slither.ioには、スコアやキル数、lps等の記録をグラフ化し測定する、KAMIKAZEが開発した、Slitherio Score Recordingといった拡張ツールが存在する。プレイ中画面左下にグラフとして表示される。このMODを導入しているプレイヤーの記録は、記録項目別にランキング化され、slither Score Graphとしてデータ化され閲覧することができる。以下では、この拡張ツールを導入しているプレイヤーのスコア（LENGTH) の世界ランキング（slither Score Graph）を表記する。
| 順位 | スコア   | プレイヤー名           | 記録更新日          |
| ---- | -------- | ---------------------- | ------------------- |
| 1    | 16682555 | (((KAITEN=[[x          | 2023-11-28 12:52    |
| 2    | 16179668 | ; ) [!] ~ms~ (~peace)  | 2022-09-24 17:22:50 |
| 3    | 15703898 | ; ) [!] ~ms~ x)        | 2022-07-13 14:59:15 |
| 4    | 14487891 | {i}YUME(^-^*)chan      | 2023-09-23          |
| 5    | 12690352 | ~ms~ [!] ~xfkjrfkymjf~ | 2022-08-16 13:51:01 |
| 6    | 6917929  | ; ) [!] ~ms~ x)        |                     |
| 7    | 5063409  | ts827                  |                     |
| 8    | 4674830  | ; ) [!] [AY] ~ms~ x)   |                     |
| 9    | 3022296  | Ur ur                  | 2024-09-27 20:23:58 |
| 10   | 3011293  | (ms bad latter         | 2023-01-12 19:22:08 |

現在、記録に残っているSlither.ioの世界記録（length）は、(((KAITEN=[[x によって叩き出された16,682,555 スコアである。なお、これらのスコアは、プレイヤーがマップ上に多数のボットを出現させるといった流星ボットによる記録である可能性が高いとの見方もあり、現在同拡張機能を開発したKAMIKAZEによって、流星ボットによるものと見られる過去の記録は大部分が削除されており、ランキングにも現段階で反映されない仕様となっているため、上記の一部の記録が閲覧不可となっている。なお一時期、主にtwitchでSlither.ioのゲーム配信を行っていたfealty gamingというストリーマーの、ファンであるとされるfealty gaming fanというプレイヤーが、何時間にも渡るプレーにより、数百万、数千万といった大記録を毎日のように叩き出し、一時期ランキングを独占していたことがあった。また、彼のプレーは、日本人配信者によっても発見されており、その際の1000万スコアを超える彼のプレーは、ニコニコ動画にも投稿されている。ただし、これらの記録が出されたのはSlither.io発売当初の時期であったため、流星ボットを生成するツールは当時まだ開発されておらず、発売当初ということもあり、まだ完璧に対策されていなかった何かしらのバグまたはチート行為である可能性が高く、正式な記録とは言える確証がないために、ここでは記さない。また、発売当初と現在による、スコアの上昇具合や、1粒のエサあたりのマス数の定義の違いなども原因の一つとして考えられている。